# 堀ノ内 (新座市)
堀ノ内（ほりのうち）は、埼玉県新座市の町名。現行行政地名は堀ノ内一丁目から三丁目。郵便番号は352-0023。

## 地理
埼玉県新座市南部に位置する。南側を黒目川が流れる。新座中央駅の建設予定地からも近く宅地化が進む。

## 歴史
地名は大字片山の字名によるもので、もとは江戸期より存在した片山十ヶ村のひとつの堀ノ内村（堀之内村或いは片山堀ノ内村とも称される）であった。
- 1973年（昭和48年）7月1日 - 住居表示の実施に伴ない[4]、大字片山の一部から堀ノ内一丁目〜三丁目が成立[5]。

## 世帯数と人口
2017年（平成29年）1月1日現在の世帯数と人口は以下の通りである。
| 丁目         | 世帯数  | 人口    |
| ------------ | ------- | ------- |
| 堀ノ内一丁目 | 231世帯 | 522人   |
| 堀ノ内二丁目 | 359世帯 | 857人   |
| 堀ノ内三丁目 | 240世帯 | 359人   |
| 計           | 830世帯 | 1,738人 |

## 小・中学校の学区
市立小・中学校に通う場合、学区（校区）は以下の通りとなる。
| 丁目         | 番地 | 小学校             | 中学校             |
| ------------ | ---- | ------------------ | ------------------ |
| 堀ノ内一丁目 | 全域 | 新座市立片山小学校 | 新座市立新座中学校 |
| 堀ノ内二丁目 | 全域 | 新座市立石神小学校 | 新座市立第六中学校 |
| 堀ノ内三丁目 | 全域 | 新座市立石神小学校 | 新座市立第六中学校 |

## 交通

### 道路
- 関越自動車道
- 産業道路
- 水道道路
- 嵯峨山通り
- 馬喰橋通り

### 鉄道
- 地内に鉄道は敷設されていない。JR新座駅が最寄り駅となっている[要出典]。

## 施設
- 新座市立第六中学校
- 新座病院
- まきば保育園
- かりやなかよし保育園
- 東園自動車教習所
- 天照院
- 殿山運動場
- 堀ノ内二丁目児童遊園
- 堀ノ内二丁目第二児童遊園
- 堀ノ内殿山憩いの森